# Пропавшие без вести женщины Африна
С момента оккупации Африна Сирийской национальной армией и турецкими вооруженными силами в марте 2018 года было похищено более 173 женщин и девочек, 109 из которых числятся как без вести пропавшие; заявления о пытках или сексуальном насилии поступили как минимум в 30 из этих случаев.
Существуют разумные основания, подтверждающие, что боевиками Сирийской национальной армии и вооруженных сил Турции были совершены военные преступления в виде захвата заложников, пыток и жестокого, бесчеловечного и унижающего достоинство обращения, а также сексуального и гендерного насилия, но ни один из них не был осужден.
В отчете Независимой международной комиссии по расследованию событий в Сирийской Арабской Республике установлено, что с целью преследований боевики Сирийской национальной армии задерживали женщин и девочек и подвергали их изнасилованию и сексуальному насилию, что привело к серьезным физическим и психологическим травмам на индивидуальном уровне, а также уровне общины (см. пункт 59). Семьи из Тель-Абьяда предпочли не возвращаться в свои дома, опасаясь изнасилования и сексуального насилия (см. пункт 61). По свидетельствам очевидцев, сотрудники военной полиции Сирийской национальной армии заставляли мужчин-заключенных стать свидетелями изнасилования несовершеннолетней. При этом в стенах учреждения присутствовали турецкие должностные лица (пункт 60).
С 2019 года курдские женщины в регионах Африн и Рас-эль-Айн находятся под угрозой похищения, пыток и изнасилований со стороны членов бригад Сирийской национальной армии, что способствует усилению атмосферы страха, заставляющей их оставаться дома.
Сирийская национальная армия удерживала мирных жителей в секретных местах содержания под стражей; на видеозаписи, широко распространенной 29 мая 2020 года, видно, как боевики 22-й дивизии (бригада Хамза) срочно переправляют 8 женщин в другое место. Задержанными были: 1. Лонжен Абдо; 2. Рожен Абдо; 3. Рошан Амуни; 4. Хайфа Аль-Джасим; 5.Новруз Абдо; 6. Рокан Мунла; 7. Арен Дели; 8. Надя Сулейман.
Рукен Мунла Мохаммед была беременна, когда ее похитили в сентябре 2018 года, и родила в заключении. Лонжен и Рожен Мохаммед Абдо были в числе нескольких членов их семьи, похищенных в 2018 году, часто похищают сразу несколько членов одной семьи.
В отчете Независимой международной комиссии по расследованию событий в Сирийской Арабской Республике также отмечены сообщения о принудительных браках и похищении курдских женщин в Африне и Рас-эль-Айне, в которых участвовали главным образом бойцы 24-й дивизии (бригада Султана Мурада) Сирийской национальной армии. (п. 62). Комиссия также получила сообщения о том, что женщины, принадлежащие к религиозному меньшинству езидов, были задержаны силами Сирийской национальной армии и подвергались принуждению для склонения к принятию ислама (пункт 56).
STJ подтверждает, что Сирийская национальная армия передала сирийских военнопленных, в том числе женщин, турецкими войсками в Турцию, что в соответствии со статьей 147 Женевской конвенции IV представляет собой грубые нарушения.